# North Caldwell
North Caldwell é um distrito localizado no estado americano de Nova Jérsei, no Condado de Essex.

## Geografia
De acordo com o United States Census Bureau, a cidade tem uma área de 7,811 km², onde 7,799 km² estão cobertos por terra e 0,012 km² por água.

### Localidades na vizinhança
O diagrama seguinte representa as localidades num raio de 4 km ao redor de North Caldwell.

## Demografia
Segundo o censo nacional de 2010, a sua população é de 6 183 habitantes e sua densidade populacional é de 792,69 hab/km². Possui 2 378 residências, que resulta em uma densidade de 0,3 residências/km².

## Cultura popular
- Na série de televisão Família Soprano da HBO, a casa de Tony Soprano e sua família localiza-se em North Caldwell.[3] Muitas cenas do seriado foi filmada no distrito e outras comunidades de Nova Jersey.